# Lac Grandbois
Pour l’article homonyme, voir Grandbois.
Le lac Grandbois est un plan d'eau douce chevauchant les municipalités de Rivière-à-Pierre (partie sud du lac) et de Saint-Raymond (partie nord du lac), dans la municipalité régionale de comté (MRC) de Portneuf, dans la région administrative de la Capitale-Nationale, dans la province de Québec, au Canada. Le lac Grandbois s'avère le principal plan d'eau de tête de la rivière Noire.
Le côté ouest du lac est desservie par une route forestière reliant vers le nord la rue principale de Rivière-à-Pierre; le côté Est est desservi par un chemin forestier reliant vers le Sud le chemin du Petit-lac-Batiscan lequel longe le ruisseau Perron.
La foresterie constitue la principale activité économique du secteur; les activités récréotouristiques, en second. Ce lac est situé du côté Est de la zec Batiscan-Neilson et du côté Sud du territoire de la réserve faunique de Portneuf.
La surface du lac Grandbois est habituellement gelée du début de décembre à la fin mars, toutefois la circulation sécuritaire sur la glace se fait généralement de la mi-décembre à la mi-mars.

## Géographie
Le lac Grandbois comporte une longueur de 1,2 km et une altitude de 301 m. Il s'approvisionne du:
- côté sud-ouest: par la décharge du lac Noir via la baie de marais de la partie sud du lac Grandbois;
- côté nord: par la décharge du lac Alba, qui se déverse dans une baie s'étirant sur 0,4 km vers l'ouest;
- côté nord: par la décharge des lacs Huard, Fénelon et Croissy;
- côté nord-est: par la décharge du lac Monchel[2].

L'embouchure du lac Grandbois est située au fond d'une petite baie de la rive sud-est. De là, le courant coule sur:
- 63 km vers le sud par la rivière Noire;
- 27,9 km vers le sud par la rivière Sainte-Anne qui se déverse sur la rive nord-ouest du fleuve Saint-Laurent[2].

## Toponymie
Le toponyme "Lac Grandbois" a été inscrit le 5 décembre 1968 à la Banque des noms de lieux de la Commission de toponymie du Québec.